# São Tomé e Príncipe nos Jogos Olímpicos de Verão de 2008
São Tomé e Príncipe participou dos Jogos Olímpicos de Verão de 2008 em Pequim, na China. O país estreou nos Jogos em 1996 e em Pequim fez sua 4ª apresentação. 

## Desempenho

### Atletismo
Masculino
| Atleta                   | Evento     | Preliminares | Preliminares | Quartas de final | Quartas de final | Semifinal   | Semifinal   | Final       | Final       |
| Atleta                   | Evento     | Marca        | Posição      | Marca            | Posição          | Marca       | Posição     | Marca       | Posição     |
| ------------------------ | ---------- | ------------ | ------------ | ---------------- | ---------------- | ----------- | ----------- | ----------- | ----------- |
| Naiel Santiago D'Almeida | 400 metros | 49s08        | 54º          |                  |                  | Não avançou | Não avançou | Não avançou | Não avançou |

Feminino
| Atleta                       | Evento      | Preliminares | Preliminares | Quartas de final | Quartas de final | Semifinal   | Semifinal   | Final       | Final       |
| Atleta                       | Evento      | Marca        | Posição      | Marca            | Posição          | Marca       | Posição     | Marca       | Posição     |
| ---------------------------- | ----------- | ------------ | ------------ | ---------------- | ---------------- | ----------- | ----------- | ----------- | ----------- |
| Celma da Graça Soares Bonfim | 5000 metros | 17m25s99     | 30º          |                  |                  | Não avançou | Não avançou | Não avançou | Não avançou |

### Canoagem de velocidade
Masculino
| Alcino Silva | K-1 500 metros  | 1:58.178 | 28º Q | 2:06.288    | 26º         | Não avançou | Não avançou | Não avançou | Não avançou |
| Alcino Silva | K-1 1000 metros | 4:28.057 | 26º   | Não avançou | Não avançou | Não avançou | Não avançou | Não avançou | Não avançou |